# Ходжаян, Эдуард Рафаэлович
Эдуард Рафаэлович Ходжаян (арм. Էդուարդ Խոջայան, (16 марта 1938, Ереван — 16 ноября 2012, Ереван) — советский и армянский государственный деятель и дипломат.

## Биография
- 1956—1961 — французское отделение факультета иностранных языков Ереванского государственного университета.
- 1962—1965 — старший специалист в государственном комитете по внешнеэкономическим связам.
- 1965—1968 — заграничная командировка в Республику Алжир по линии ГКЭС.
- 1968—1971 — атташе, затем 3-й секретарь второго африканского отдела Министерства иностранных дел СССР.
- 1971—1975 — заграничная командировка в Ливанскую Республику, вице-консул посольства СССР (Бейрут).
- 1975—1979 — второй секретарь отдела латиноамериканских стран Министерства иностранных дел СССР.
- 1979—1982 — заграничная командировка во Францию, первый секретарь посольства СССР (Париж).
- 1982—1986 — первый секретарь отдела по культурным связам Министерства иностранных дел СССР.
- 1987—1988 — начальник отдела кадров министерства местной промышленности Армянской ССР.
- 1989—1990 — ведущий специалист армянского филиала государственного комитета по вычислительной технике и информатике СССР.
- 1990—1991 — заместитель генерального директора советско-британского СП «Микрограф» и советско-испанского СП «Айдеса».
- 1991—1992 — вице-президент внешнеэкономической ассоциации «Барегортютюн».
- 1992—1993 — заведующий отделом по дипломатическим миссиям Министерства иностранных дел Армении.
- 1993—1994 — исполняющий обязанности начальника управления европейских стран Министерства иностранных дел Армении.
- 1994—1997 — начальник управления внешних связей, ответственный секретарь Европейского регионального центра Совета Европы по подготовке спасателей государственного комитета по чрезвычайным ситуациям Армении.
- 1997—1998 — заграничная командировка в посольство Армении в Канаде, советник посольства.
- 1998—1999 — советник министра иностранных дел Армении.
- 1999—2004 — чрезвычайный и полномочный посол Армении в Испании и Португалии.
- 2005—2006 — начальник управления внешних связей Национального собрания Армении.
- 2006—2007 — советник председателя Национального собрания Армении.
- С сентября 2007 по 2013[1] — почётный консул Королевства Испании в Армении.